# Svaneke
Svaneke är en tätort och hamnstad i Svaneke socken på nordöstra Bornholm. Den 1 januari 2017 hade orten 1 044 invånare.
Orten grundades 1555 och är en av Danmarks minsta städer. Ortens köpstadsstatus har i hög grad präglat den, vilket man kan se omkring hamnen och torget, där köpmännen byggde stora gårdar som man kan se än idag. Det var också en av ortens stora köpmän som 1816 stod för utbyggnationen av dess hamn, vilket gav orten ännu mera liv och handel. Hamnen ödelades av stormfloden 1872 till en sådan grad att det mesta av den fick återuppbyggas. Man valde då att utvidga hamnen betydligt, så att större skepp skulle kunna lägga till i den.
Svaneke är också känd för sitt stora sillrökeri. Sedan 1750 har man också bryggt öl i orten. Turism spelar även en stor roll i dess ekonomi.
Ortens vattentorn är ritat av arkitekten Jørn Utzon.

## Bilder

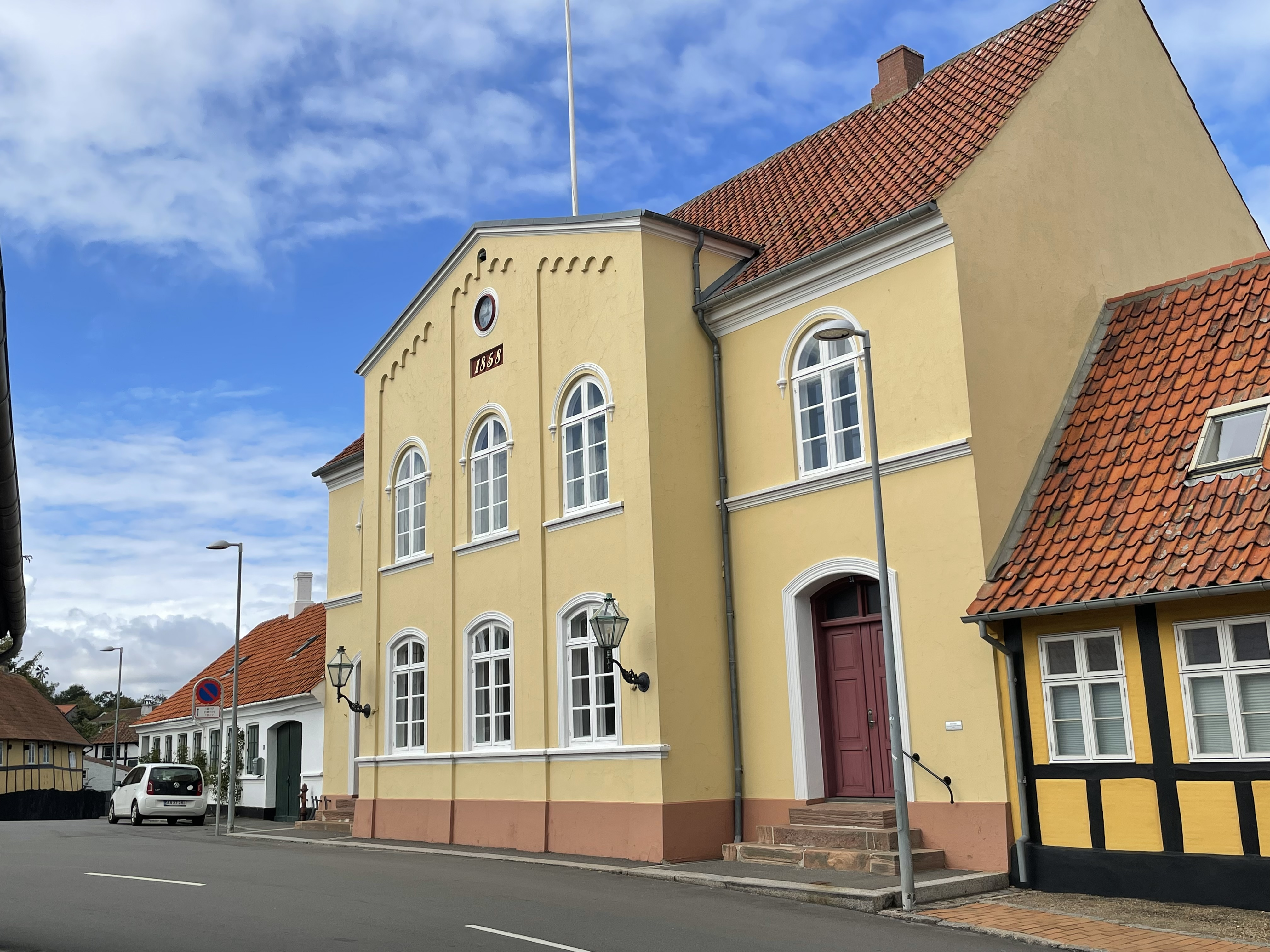
Svaneke rådhus.
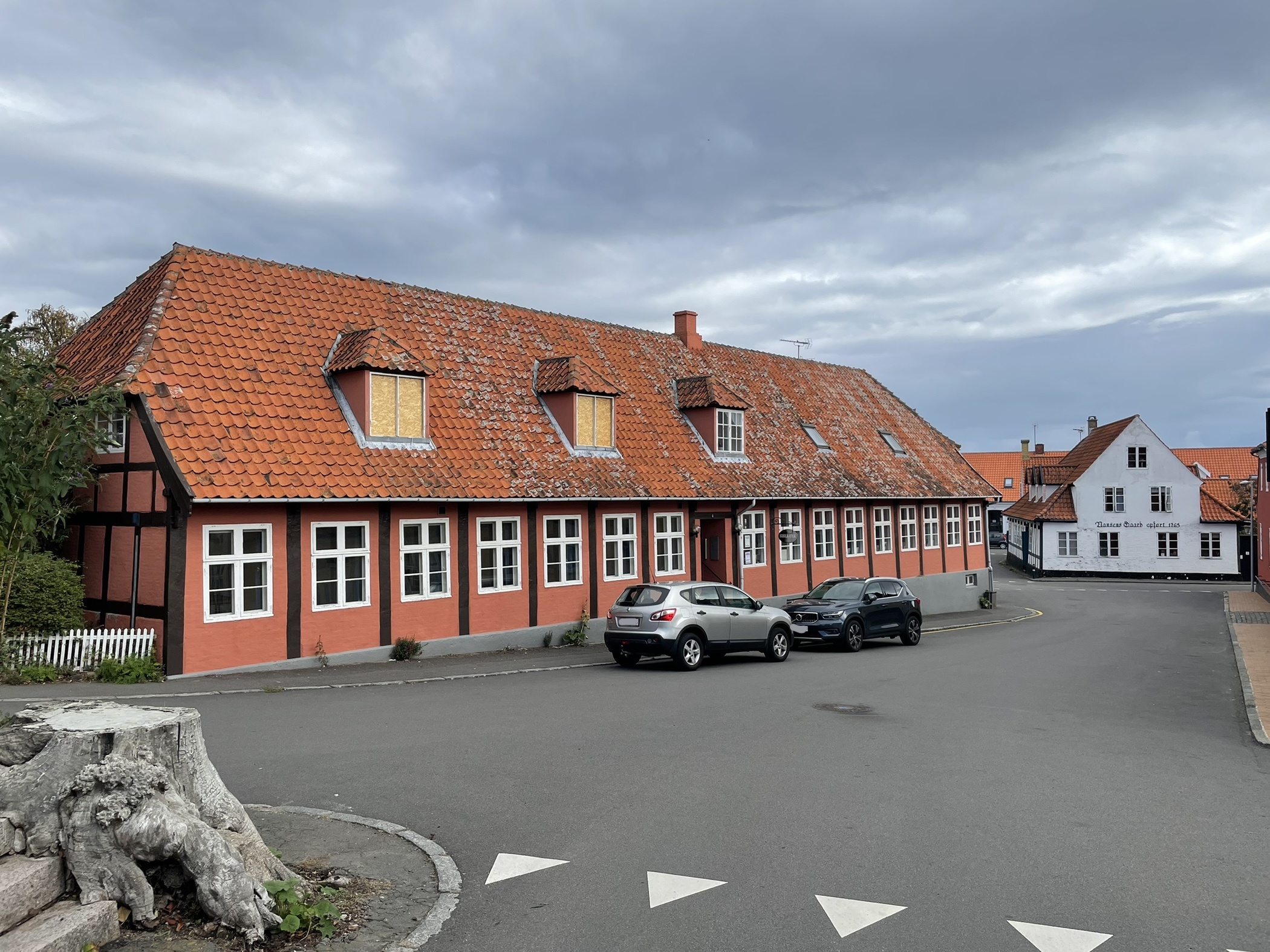
Svaneke bibliotek.
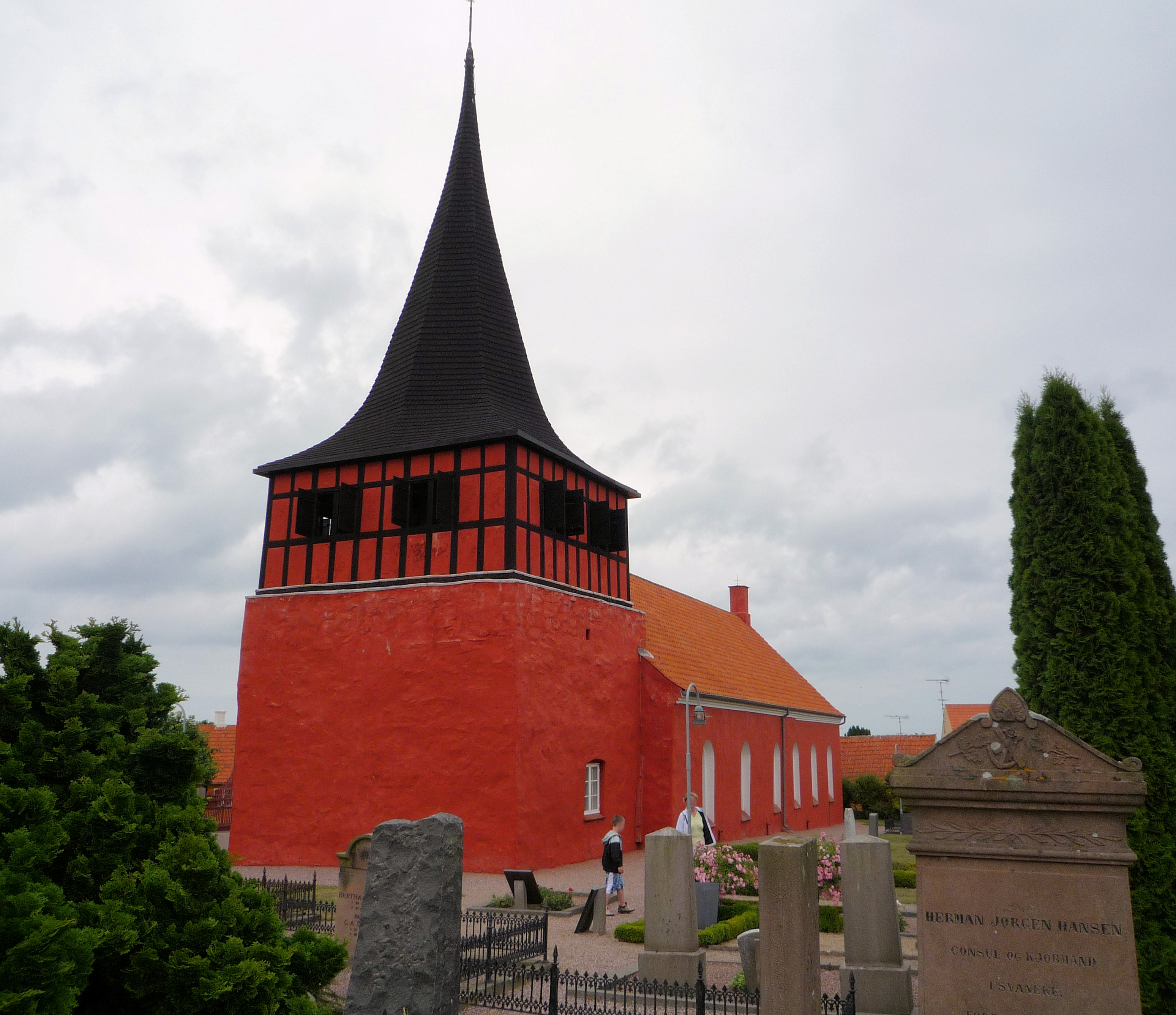
Svaneke kyrka.
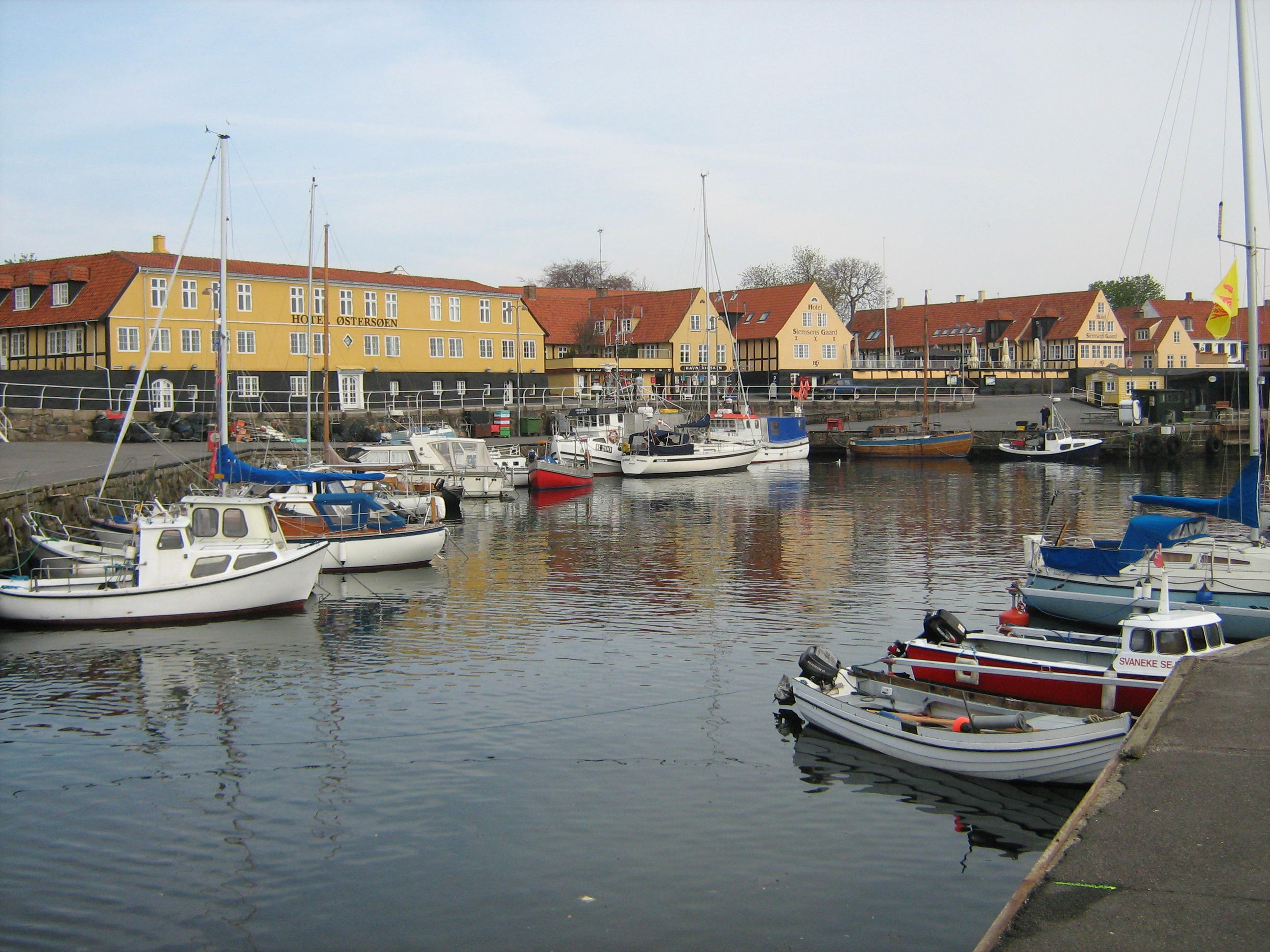
Hamnen i Svaneke.
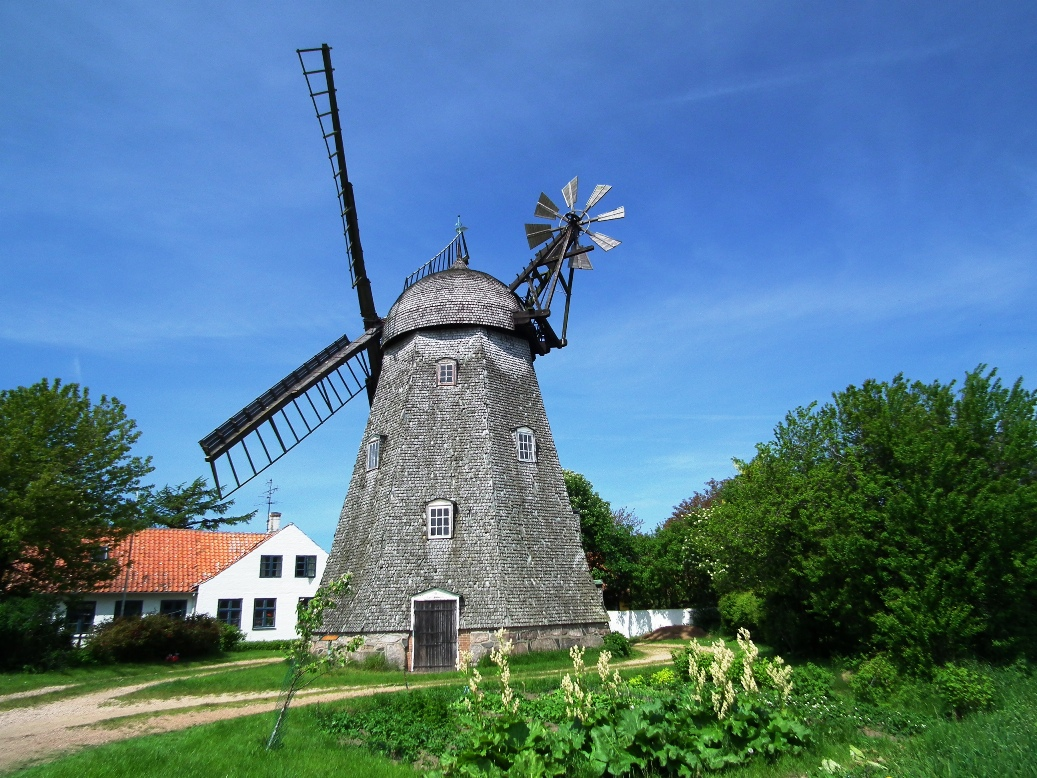
Svanemøllen.
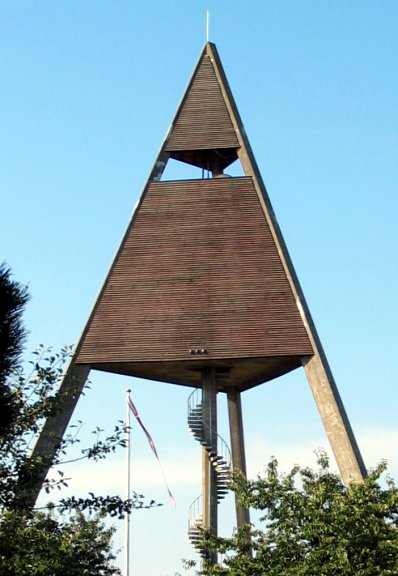
Svaneke vattentorn.